# Säsong 17 av Farmen
Den sjuttonde säsongen av Farmen spelades för femte gången i rad in på gården Norra Brandstorp i Vaggeryds kommun i Småland. Säsongen hade premiär den 7 januari 2024 på TV4 och TV4 Play. Anna Brolin var för fjärde gången programledare och vid sin sida hade hon mentorn och hästbonden Hans Wincent som medverkade för sjunde året i rad. 19 personer tävlade under sommaren om att bli årets farmare och vinna en halv miljon kronor.
Den åttonde säsongen av Torpet spelades, för sjätte gången i rad, in på Lillängen och de farmare som hamnade där fick sedan tävla om extra amuletter samt att slå sig tillbaka in på farmen igen.
Avsnitten visades måndag till torsdag på TV4 Play, mellan den 15 januari och den 7 mars, samt som ett enda avsnitt i TV4 på torsdagar mellan den 25 januari och den 7 mars 2024.

## Deltagare
| Deltagare             | Ålder | Bostad        | Sysselsättning               | Resultat                               |
| --------------------- | ----- | ------------- | ---------------------------- | -------------------------------------- |
| Per Eriksson          | 27    | Växjö         | Sjukskötare                  | Lämnade farmen i avsnitt 7.            |
| Desirée Nilsson       | 28    | Stockholm     | Fastighetsmäklare            | Lämnade farmen i avsnitt 10.           |
| Yorgo Skulis          | 40    | Staffanstorp  | Fritidspedagog               | Lämnade farmen i avsnitt 11.           |
| Martina Fransson      | 36    | Sävsjö        | Controller                   | Lämnade farmen i avsnitt 28.           |
| Alessia Santalucia    | 28    | Rosersberg    | Butikschef                   | Förlorade första tvekampen.            |
| Ciro Cucarano         | 58    | Farsta        | Drifttekniker                | Förlorade andra tvekampen.             |
| Andreas Larsson       | 32    | Mellbystrand  | Säljare                      | Förlorade tredje tvekampen.            |
| Anna Billberg         | 58    | Västerhaninge | Lärare                       | Förlorade fjärde tvekampen.            |
| Jennifer Valencia     | 31    | Uttran        | Hårspecialist                | Förlorade femte tvekampen.             |
| Desirée Sjögren       | 49    | Torsåker      | Undersköterska               | Förlorade sjätte tvekampen.            |
| Ronja Lindholm        | 25    | Skärblacka    | Polisanställd                | Förlorade sjunde tvekampen.            |
| Magnus Samulesson     | 48    | Göteborg      | Yrkeslärare                  | Förlorade åttonde tvekampen.           |
| Cornelia Gyllborg     | 28    | Saltsjöbaden  | Student                      | Flyttade till torpet i avsnitt 41.     |
| Maxine Lindin         | 26    | Stockholm     | Trädfällare                  | Flyttade till torpet i avsnitt 41.     |
| Per Renström          | 56    | Tungelsta     | Charterbåt Skipper           | Fjärde plats, förlorade kvartsfinalen. |
| Tim Mäklin            | 31    | Falun         | Behandlingspedagog           | Tredje plats, förlorade semifinalen.   |
| Fredrik Trygg Kummetz | 35    | Tyresö        | Frilansare                   | Tredje plats, förlorade semifinalen.   |
| Cornelia Nordensson   | 30    | Nacka         | Hälso- och livsstilsterapeut | Andra plats, förlorade finalen.        |
| Levin Larsson         | 33    | Örby          | Hundförare                   | Årets farmare.                         |

## Torpet
I avsnitt 6 så fick farmarna veta att torpet fanns med i tävlingen.
Avsnitten visades på TV4 Play, måndag till torsdag, mellan den 15 januari och den 7 mars, samt som ett enda avsnitt i TV4 på torsdagar mellan den 25 januari och den 7 mars 2024.
| Deltagare             | Ålder | Bostad       | Sysselsättning               | Inflytt    | Resultat                                    |
| --------------------- | ----- | ------------ | ---------------------------- | ---------- | ------------------------------------------- |
| Martina Fransson      | 36    | Sävsjö       | Controller                   | Avsnitt 3  | Flyttade tillbaka till farmen i avsnitt 6.  |
| Desirée Sjögren       | 49    | Torsåker     | Undersköterska               | Avsnitt 11 | Flyttade tillbaka till farmen i avsnitt 14. |
| Fredrik Trygg Kummetz | 35    | Tyresö       | Frilansare                   | Avsnitt 15 | Flyttade tillbaka till farmen i avsnitt 18. |
| Levin Larsson         | 33    | Örby         | Hundförare                   | Avsnitt 1  | Flyttade till farmen i avsnitt 20.          |
| Magnus Samuelsson     | 48    | Göteborg     | Yrkeslärare                  | Avsnitt 21 | Flyttade tillbaka till farmen i avsnitt 24. |
| Ronja Lindholm        | 25    | Skärblacka   | Polisanställd                | Avsnitt 21 | Flyttade tillbaka till farmen i avsnitt 24. |
| Tim Mäklin            | 31    | Falun        | Behandlingspedagog           | Avsnitt 25 | Flyttade tillbaka till farmen i avsnitt 28. |
| Cornelia Gyllenborg   | 28    | Saltsjöbaden | Student                      | Avsnitt 29 | Förlorade sista tävlingen.                  |
| Maxine Lindin         | 26    | Stockholm    | Trädfällare                  | Avsnitt 29 | Förlorade sista tävlingen.                  |
| Cornelia Nordensson   | 30    | Nacka        | Hälso- och livsstilsterapeut | Avsnitt 29 | Fick flytta tillbaka till farmen.           |